# 豪尔赫·古铁雷斯
豪尔赫·古铁雷斯（西班牙語：Jorge Gutiérrez，1975年9月18日—），古巴男子拳击运动员。他曾代表古巴参加2000年夏季奥林匹克运动会拳击比赛，获得男子75公斤级金牌。他也曾出战1999年泛美运动会。